# 角記号
角記号（かくきごう）は「∠」の形をした幾何学で用いられる記号である。日本語では「かく」と読む。

## 概要
角記号は、下線の左に接し、右上方向に伸びる斜線を引く図形を書く。
角記号のなかでも直角であることを示すために直角記号の「∟」が用いられることもある。

### 使用例
```
∠ABC = 60° （線分ABと線分BCがBの位置で接しており、その角度が60度であることを示す。）
```

```
∠ABC + ∠CBD = ∠ABD
（ABとBCの間の角と、BCとBDの間の角の和が、ABとBDの間の角と等しいことを示す。）
```

## 符号位置
| 記号 | Unicode | JIS X 0213 | 文字参照               | 名称                |
| ---- | ------- | ---------- | ---------------------- | ------------------- |
| ∟    | U+221F  | 1-13-88    | &#x221F; &#8735;       | 直角/ファクトリアル |
| ∠    | U+2220  | 1-2-60     | &ang; &#x2220; &#8736; | 角                  |
| ∡    | U+2221  |            | &#x2221; &#8737;       | MEASURED ANGLE      |
| ∢    | U+2222  |            | &#x2222; &#8738;       | SPHERICAL ANGLE     |